# Orogenesi Sunsás
L'orogenesi Sunsás fu un antico processo orogenetico attivo tra la fine del Paleoproterozoico e il Mesoproterozoico e le cui tracce rimangono attualmente nel cratone Amazzonico in Sud America.
Circa l'85% della cintura è ricoperto da sedimenti del Fanerozoico. Del rimanente 15% di orogene esposto alla superficie, i migliori affioramenti si trovano sul confine tra Bolivia e Brasile. Si ritiene che l'orogene originario si estendesse su di un'area molto vasta che andava dal Venezuela fino all'Argentina e al Paraguay. Le frange occidentali e sudorientali dell'orogenesi Sunsás sono state incorporate rispettivamente nell'orogenesi andina e nell'orogenesi brasiliana. 
L'orogenesi Sunsás fu attiva durante quattro fasi separate:
- orogenesi Santa Helena, 1465-1427 milioni di anni fa
- orogenesi Candeias, 1371-1319 milioni di anni fa
- orogenesi San Andrés, circa 1275 milioni di anni fa
- orogenesi Nova Brasilândia, 1180–1110 milioni di anni fa